# NGC 2184
NGC 2184 is een groep sterren in het sterrenbeeld Orion. Het hemelobject werd op 19 februari 1830 ontdekt door de Britse astronoom John Herschel. De schaarste aan sterren in deze groep heeft ervoor gezorgd dat NGC 2184 de bijnaam Mini Hyaden kreeg.